# セーシェルの島の一覧
セーシェルの島の一覧は、セーシェル共和国の島または諸島の一覧。

## 島
- アリッド島
- アルフォンズ島
- ヴァーシュ島
- カズン島
- コエティヴィー島
- コンセプシオン島
- キュリーズ島
- サーフ島
- サウス・イースト島
- シスターズ島
- シルエット島
- セルト島
- セント・アン島
- デニス島
- テレーズ島
- デロッシュ島
- ヌフ島
- ノース島
- バード島
- ピジェティエ島
- ブービー島
- フェリシテ島
- プララン島
- プラット島
- フリゲート島
- プロピデンス島
- ポアブル島
- マヘ島
- マメル島
- マリ・アンヌ島
- モイエンヌ島
- ラ・ディーグ島
- ルロット島
- レシフ島
- ロング島

（五十音順）

## 諸島

インナー諸島

アウター諸島

- アストベ諸島
- アフリカン諸島
- アミラント諸島
- アルダブラ諸島
- コズモレド諸島
- セーシェル諸島
- ファーカー諸島